# Ehrenfried von Willich (Prediger)
Johann Ehrenfried Theodor von Willich (* 5. September 1777 in Sagard; † 2. Februar 1807 in Stralsund) war ein evangelischer Feldprediger beim schwedischen Leibregiment der Königin in Stralsund.

## Leben
Ehrenfried von Willich entstammte der Theologenfamilie Willich aus der Mark Brandenburg. Er wurde in Sagard auf Rügen geboren als Sohn des Pfarrers Philipp Georg von Willich (1720–1787) und Halbbruder des Landarztes Dr. med. Moritz von Willich (1750–1810), des ersten Landphysikus im Fürstentum Rügen.
Willich war zunächst Erzieher und Gesellschafter bei Wilhelm Graf von Schwerin-Putzar in Prenzlau. Hier verkehrte er auch im Haus des Arztes Simon Herz, der in der Literatur zumeist als Bruder des jüdischen Aufklärers Marcus Herz gilt, woran allerdings Zweifel bestehen, und der seit 1784 mit Johanna de Lemos, einer Schwester von Henriette Herz verheiratet war. In Johanna Herz war Ehrenfried von Willich zu dieser Zeit unglücklich verliebt.
Seit Frühjahr 1803 war von Willich Feldprediger beim Leibregiment der Königin zu Stralsund, das damals zu Schwedisch-Pommern gehörte.
Willich verlobte sich 1803 mit der seit zwei Jahren verwaisten, gerade 15-jährigen Henriette von Mühlenfels (1788–1840), Tochter des königlich preußischen Oberstleutnants Friedrich Gottlieb von Mühlenfels († 1801), Gutsherr auf Sissow (heute Ortsteil von Gustow, Rügen), und der Pauline von Campagne. Am 5. September 1804 heiratete er die inzwischen 16-Jährige. Aus dieser Ehe stammten die beiden Kinder Henriette (1805–1886) und Ehrenfried von Willich (1807–1880). Willich war seit Mai 1801 ein enger Freund und Briefpartner des Theologen Friedrich Schleiermacher, der 1809, zwei Jahre nach dessen Tod, Willichs jetzt 21-jährige Witwe Henriette heiratete.
Knapp zwei Monate vor der Geburt seines gleichnamigen Sohnes starb Willich während der Belagerung Stralsunds durch napoleonische Truppen (siehe hierzu: Koalitionskriege) an Nervenfieber (Typhus), das zu dieser Zeit in der Stadt grassierte.